# Calle Sendeja
La calle Sendeja es una calle ubicada en la villa de Bilbao. Se inicia en la confluencia de las calles Viuda de Epalza y Esperanza, frente al Arenal, y finaliza en la plaza Ernesto Erkoreka, al lado del ayuntamiento de Bilbao.